# Ima, Koi wo Shiteimasu.
Ima, Koi wo Shiteimasu (今、恋をしています。?  lit. Ahora estoy enamorado), también conocida como Ima Koi: Now I'm in Love en inglés, es una serie de manga japonés escrito e ilustrado por Ayuko Hatta. Comenzó a serializarse en la revista Bessatsu Margaret de Shūeisha el 13 de diciembre de 2019, y hasta el momento se ha recopilado en ocho volúmenes tankōbon.

## Publicación
Ima, Koi wo Shiteimasu es escrito e ilustrado por Ayuko Hatta. La serie comenzó a serializarse en la revista Bessatsu Margaret de Shūeisha el 13 de diciembre de 2019. Shūeisha recopila sus capítulos individuales en volúmenes tankōbon. El primer volumen se publicó el 24 de abril de 2020, y hasta el momento se han lanzado ocho volúmenes.
En julio de 2021, VIZ Media anunció que obtuvo la licencia de la serie para su publicación en inglés.
| Volúmenes de manga publicados | Volúmenes de manga publicados | Volúmenes de manga publicados |
| Número                        | Fecha de publicación          | ISBN                          |
| ----------------------------- | ----------------------------- | ----------------------------- |
| 1                             | 24 de abril de 2020           | ISBN 978-4-08-844344-7        |
| 2                             | 25 de agosto de 2020          | ISBN 978-4-08-844371-3        |
| 3                             | 24 de diciembre de 2020       | ISBN 978-4-08-844420-8        |
| 4                             | 25 de mayo de 2021            | ISBN 978-4-08-844487-1        |
| 5                             | 24 de septiembre de 2021      | ISBN 978-4-08-844530-4        |
| 6                             | 25 de enero de 2022           | ISBN 978-4-08-844578-6        |
| 7                             | 23 de junio de 2022           | ISBN 978-4-08-844611-0        |
| 8                             | 28 de octubre de 2022         | ISBN 978-4-08-844701-8        |

## Recepción
Rebecca Silverman de Anime News Network elogió a los personajes principales y su dinámica, mientras criticaba la historia y el arte como genéricos. Sheena McNeil de Sequential Tart elogió la historia y los personajes como realistas; también elogió la obra de arte, creyéndola simple pero efectiva.